# راتیاریا

شمال بالکان، از جمله راتیاریا در استان رومی داچیا ریپنسیس، در قرن ششم

راتیاریا (بلغاری: Рациария) شهری بود که توسط موژن‌ها، از قبیله داس‌ها-تراکیان، در قرن چهارم قبل از میلاد، در امتداد رودخانه دانوب تأسیس شد. در زمان رومیان آن را کولونیا اولپیا ترایانا راتیاریا نامیدند.
امروزه در ۲ کیلومتری غرب روستای فعلی آرچار در استان ویدین، شمال غربی بلغارستان واقع شده‌است. نزدیکترین شهرهای مدرن ویدین (۲۷ کیلومتری شمال غرب) و لوم، بلغارستان (۲۸ کیلومتری شرق) هستند.